# 経産省トランス女性職員トイレ利用制限事件
経済産業省事件（けいざいさんぎょうしょうじけん）は、最高裁判所によって、経済産業省に勤務するトランス女性職員の女子トイレ利用を制限した人事院の判定は違法と判示された日本の判例。

## 事案の概要
原告は幼少の頃から出生時に割り当てられた性別に対して違和感を覚えるようになり、2000年ごろには、女性ホルモン投与の治療を受けた上で、医師から性同一性障害の診断を受けた。2010年ごろには、血液中における男性ホルモンの量が同年代の男性の基準値の下限を大きく下回っており、性衝動に基づく性暴力の可能性が低いと判断される旨の医師の診断を受けていた。一方で、健康上の理由から性別適合手術を受けていなかった。
原告は、2009年7月に上司に対して自らの性同一性障害の事実を伝え、同年10月、女性の服装での勤務や女子トイレ使用についての要望などを経済産業省の担当職員に伝えたところ、原告了承のもとに、2010年7月に説明会が行われ、原告の女性トイレの使用について女性職員の意見を求めたところ、「数名の女性職員がその態度から違和感を抱いているように見えた」ので、経済産業省において、原告が執務していた階とその上下の階のトイレの使用は認めないが、それ以外の階の女子トイレは使っても良いする処遇を実施した。この説明会の翌週から、原告は女性の服装等で勤務し、執務していた階から2階以上離れた階の女子トイレを使い始めた。なお、これにより他の職員との間でトラブルが発生したという事実は確認されていないとされている。
原告は、2013年12月27日付で、国家公務員法86条に基づき、人事院に対して、自らの執務階の女性トイレを自由に使用させることを含め、原則として女性職員と同等の処遇を行うこと等を内容とする行政措置の要求を行ったが、人事院は、2015年5月29日にいずれも認めないとする判定をした。そのため、原告は本件判定の取り消しを求めて東京地方裁判所に提訴した。
第一審・東京地方裁判所は、原告の請求を認容して人事院の裁定を取り消すとともに、国に130万円余りの賠償を命じた。一方、第二審・東京高等裁判所は、第一審を取り消してトイレの使用制限は違法ではないとするとともに、賠償請求も職員に対する上司の発言、「なかなか手術を受けないんだったら、もう男に戻ってはどうか」のみを違法だとして、11万円に減額した。
違法判決後も約1年4カ月にわたって女性トイレの制限を続けていたことが判明し、庁舎内のすべての女性トイレの使用を認めることが職員に伝えられたのは2024年11月8日になってからだった。

## 最高裁の判断
破棄自判。トイレ使用に関する人事院の裁定については、地裁判決を支持して取り消し。賠償請求は高裁判決を支持し一部棄却（全員一致）。

### 判示
最高裁判所第三小法廷（今崎幸彦裁判長）は、「上告人（原告）は、健康上の理由から性別適合手術を受けていないものの、（中略）性衝動に基づく性暴力の可能性は低い旨の医師の診断も受けている。現に、上告人が本件説明会の後、女性の服装等で勤務し、本件執務階から2階以上離れた階の女性トイレを使用するようになったことでトラブルが生じたことはない」「説明会においては、上告人が本件執務階の女性トイレを使用することについて、担当職員から数名の女性職員が違和感を抱いているように見えたにとどまり、明確に異を唱える職員がいたことはうかがわれない」「庁舎内の女性トイレの使用につき、特段の配慮をすべき他の職員が存在するか否かについての調査が改めて行われ、本件処遇の見直しが検討されたこともうかがわれない」ことなどから、「上告人が本件庁舎内の女性トイレを自由に使用することについて、トラブルが生ずることは想定し難く（中略）上告人に対し（中略）不利益を甘受させるだけの具体的な事情は見当たらなかった。本件判定部分に係る人事院の判断は（中略）著しく妥当性を欠いたものといわざるを得ない。」とし、人事院による裁量権の逸脱又は濫用があったと認め、違法であると判示した。

### 各裁判官の個別意見
本判決は裁判官全員一致によるものであるが、審理に参加した全ての裁判官が個別の補足意見を述べており、異例とされる。

#### 宇賀克也裁判官（学者出身）の補足意見
今回の事件で第一審と第二審の判断が分かれたのは、①トランスジェンダーが自己の性自認に基づいて社会生活を送る利益をどの程度、重要な法的 利益として位置付けるかについての認識の相違、②原告がトランスジェンダーであることを知る同僚の女性職員が上告人と同じ女性トイレを使用することに対する違和感・羞恥心等をどの程度重視するかについての認識の相違によるものではないか。
現行の法律では、性別適合手術を受けなければ性別変更をすることができない。一方原告は健康上の理由により戸籍上の性別変更ができなかった。本件の場合、経済産業省は、自らの性自認に基づいて社会生活を送る利益をできる限り尊重した対応をとることが求められていたといえる。法廷意見が指摘するとおり、原告が女性トイレを使用することにより、トラブルが生ずる具体的なおそれはなく、また原告が女性として生活を送り始めてから4年10ヶ月以上が経過しており、原告が自己の性自認に基づくトイレを他の女性職員と同じ条件で使用する利益を制約することを正当化することはできない。
また、原告が戸籍上は男性であることを認識している同僚の女性職員が原告と同じ女性トイレを使用することに対して抱く可能性があり得る違和感・羞恥心等は、トランスジェンダーに対する理解が必ずしも十分でないことによるところが少なくなく、これは研修により、相当程度払拭できる。そのような取り組みをしないままこのような状態を5年間放置していたのは、多様性を尊重する共生社会の実現に向けて職場環境を改善する取組が十分になされてきたとはいえないと思われる。

#### 長嶺安政裁判官（外交官出身）の補足意見
経済産業省としては、職員間の利益の調整を図ろうとしてこのような処遇を導入したものと認められるが、トイレの使用への制約という面からすると、不利益を被ったのは原告のみであったことから、調整の在り方としては、本件処遇は、均衡が取れていなかった。もっとも今回のような措置は激変緩和のためであって、原告も当初は異を唱えなかったことも考えると、措置を行った当初は合理性があったともいえるが、それから4年間の間、女性として勤務していた原告との間で何らトラブルはなかったのに、経済産業省は今回の措置を見直さず、人事院もこれを肯定して本件判定を下した。自認する性別に即して社会生活を送ることは、誰にとっても重要な利益だが、特にトランスジェンダーにとっては切実な利益で、法的に保護されるべきだ。これを考慮すれば、本件判定は、著しく妥当性を欠く。

#### 渡辺恵理子裁判官（弁護士出身）の補足意見
経済産業省にも施設管理権に基づく一定の裁量があることは否定しない。重要な法益であっても他の利益と抵触するときは、合理的な制約が課されることも言うまでもないし、女性職員の利益を軽視することはできない。しかし、性別は、社会生活や人間関係における個人の属性として、個人の人格的な生存と密接かつ不可分であり、個人がその真に自認する性別に即した社会生活を送ることができることは重要な法益である。性的マイノリティに対する誤解や偏見が払拭されていない現状では、両者間の利害調整を抽象的に行うことは許されない。
本件についてみると、経済産業省は説明会において女性職員が違和感を抱いているように「見えた」ことを理由として、上告人に対しては執務する部署が存在する階のみならずその上下の階、あわせて3フロアの女性トイレの利用も禁止するという処遇を決定し、その後も性別適合手術を受けず、戸籍上の記載が男性であることを理由に見直しをせずに、4年10ヶ月の間この処遇を維持してきた。これは合理性・公平性に欠けるものである。仮に激変緩和措置として、一部階のトイレの使用を禁止したとしても、女性職員らの理解を得るための努力を行い、漸次その禁止を軽減・解除するなどの方法も十分にあり得たし、また、行うべきであった。
また、説明会では女性職員が異議を述べなかったことについて、多数の前でそのような意見を述べることに気後れしたことは否定できないが、異議を唱えないという反応は多様な理由によるものがあり得るのであって、原判決がこういったことを考慮することな く、「性的羞恥心や性的不安などの性的利益」という感覚的かつ抽象的な懸念を根拠に本件処遇および本件判定部分が合理的であると判断したとすると、多様な考え方の女性が存在することを看過することに繋がりかねないものと懸念する。
なお、性的マイノリティである職員に係る個々の事情や、外部の者による利用が考えられる場合は、不審者の排除など安全なトイレの利用を考慮する必要もある。よって取扱いを一律に決定することは困難で、個々の事例に応じて判断することが必要であるのは間違いない。しかし、一律に女性職員がトランスジェンダーの女子トイレ使用に反対すると言う前提に立ちすぎることなく、両者の可能な限りの共棲を目指して、性的マイノリティの法益の尊重に理解を求める方向での対応と教育等を通じたそのプロセスを履践していくことを強く期待したい。

#### 林道晴裁判官（裁判官出身）の補足意見
渡辺裁判官の補足意見に同調する。

#### 今崎幸彦裁判官（裁判官出身）の補足意見
トランスジェンダーの人々が、社会生活の様々な場面において自認する性にふさわしい扱いを求めることは、ごく自然かつ切実な欲求であり、それをどのように実現させていくかは、今や社会全体で議論されるべき課題だ。今回の事案では、職場の担当者にトランスジェンダーの人々の置かれた立場に十分に配慮し、真摯に調整を尽くすべき責務があることが浮き彫りになった。
同じトイレを使用する他の職員への説明やその理解のないまま自由にトイレの使用を許容すべきかというと、現状でそれを無条件に受け入れるというコンセンサスが社会にあるとはいえない。そのために本件で言うところの説明会のようなものを開くことになるのだろうが、どのような場合に、どの範囲の職員を対象に、いかなる形で、どの程度の内容を伝えるのかと言う具体的な話になると、プライバシーの保護などで慎重な対応が必要である。
この種の問題は、多くの人々の理解抜きには落ち着きの良い解決は望めないのであり、社会全体で議論され、コンセンサスが形成されていくことを望む。
なお、この事件は不特定多数の人が利用する公共の施設のトイレ利用に関して判断するものではない。それは別の機会に議論されるべきである。